# 7ORDER 武者修行TOUR〜NICE“TWO”MEET YOU〜
『7ORDER 武者修行TOUR〜NICE“TWO”MEET YOU』(セブンオーダー むしゃしゅぎょうツアー ナイスツゥーミーチュー)は、7ORDERのライブ・ビデオ。2022年2月2日に日本コロムビアから発売。

## 概要
7ORDERとしては初のライブハウスツアーとなる「7ORDER 武者修行TOUR〜NICE“TWO”MEET YOU」のZepp Haneda公演をライブDVD化。DVD盤とBlu-ray盤の2種類が存在しているが、収録内容は共通である。
2月14日付オリコンチャートの週間ミュージックDVD・Blu-ray総合ランキングで1位となった。ライブビデオが週間総合ランキングで1位となるのはこれが初である。

### 特典
- 先着特典 - 共通絵柄オリジナルラバーバンド、オリジナルトートバッグ、B2告知ポスター（対象店舗別の全3種）[6]

## 収録内容

### DISC1
7ORDER 武者修行TOUR〜NICE“TWO”MEET YOU〜 2021.08.21
- 全形態共通

1. Break it
2. タイムトラベラー
3. LIFE
4. Perfect
5. Make it true
6. SUMMER様様
7. BOW!! -Acoustic ver.-
8. 27 -Acoustic ver.-
9. Monday morning
10. ＆Y
11. What you got -Live ver-
12. Sabãoflower×GIRL×Love shower Mix
13. 雨が始まりの合図
14. SUMMER様様
15. BOW!!

### DISC2
- 全形態共通

1. NICE“TWO”MEET YOU Live Documentary 〜7down 8upper〜